# Torun Zachrisson
Torun Zachrisson, född 1960, är en svensk arkeolog, främst inriktad på nordisk järnålder. 

## Arkeologi
Torun Zachrisson är docent i arkeologi vid Stockholms universitet och sedan 2018 verksam som forskningschef vid Upplandsmuseet. Hennes forskning berör järnålderns och den tidiga medeltidens arkeologi. Zachrisson disputerade på en avhandling om runstenar och vikingatida skatter i Uppland och Gästrikland, som hon anser vara gränsmarkeringar i landskapet. Hon har även forskat kring runstenars kyrkliga kontext, tidiga föreställningar om landskap och fornlämningar, samt olika frågor kring nordisk religion.

## Utmärkelser och ledamotskap
- Ledamot av Kungliga Gustav Adolfs Akademien (LGAA)[5]

### Priser
- Hildebrandspriset (2010) som delas ut av Svenska fornminnesföreningen.[4]

## Utgivning (urval)
- Zachrisson, Torun; Mats Burström, Björn Winberg (1997). Fornlämningar och folkminnen. Stockholm: Riksantikvarieämbetet. ISBN 9172090391
- Zachrisson, Torun (1997). Gård, gräns, gravfält : sammanhang kring ädelmetalldepåer och runstenar från vikingatid och tidig medeltid i Uppland och Gästrikland. Stockholm: Stockholms universitet (doktorsavhandling). ISBN 9171536957